# Цінова стабільність
Цінова стабільність або стабільність цін — досягнення та підтримання центральним банком стійкою і низької інфляції в довгостроковому періоді.

Під ціновою стабільністю розуміється настільки незначний приріст цін, що він не приймається економічними агентами в розрахунок при прийнятті рішень. В ідеалі цінова стабільність могла б означати нульову інфляцію, однак по ряду причин, серед яких помилки статистики і запізнювання в оновленні інформації, центральні банки не прагнуть досягти нульового приросту цін. На практиці цінова стабільність означає не стільки нульове, скільки невелике позитивне значення приросту індексу цін до 2-4 % протягом тривалого періоду. Центральний банк прагне скоротити темпи приросту цін до потрібного рівня і в подальшому зберігати низьку, стійку і передбачувану інфляцію. Центральний банк також повинен уникати дефляції (тобто зниження загального рівня цін), оскільки це теж є відхиленням від цінової стабільності.